# 彼得·梅萨罗什
彼得·梅萨罗什（英語：Peter Mészáros，1943年7月15日—），原名梅萨罗什·彼得·伊什特万（匈牙利語：Mészáros Péter István），出生于布达佩斯，美国天体物理学家，宾夕法尼亚州立大学教授。

## 出版物
- Meszaros Gamma Ray Bursts, Reports Progress Physics, 69, 2006, 2259 （页面存档备份，存于）